# Српска дијаспора
Српска дијаспора се односи на заједнице етничких Срба у дијаспори. Због генерализације у пописима ван бивше Југославије, укупан број становништва српске дијаспоре не може се са сигурношћу знати. Процењује се да неколико милиона Срба живи ван бивше Југославије.
Кроз векове, од постања па до данашњих дана, Србе прати судбина сталних ратова, деоба и сеоба. У дугој српској историји није пронађена национална стратегија са којом би се обезбедио одржив мир, демографска стабилност и свеопшти напредак.

## Настајање Српске дијаспоре
Од почетка исељавања па до данашњих дана бележена су само масовна исељавања, а стихијска и појединачна исељавања остајала су и непримећена па нису ни записана. Српска дијаспора броји између 4 до 5 милиона Срба, и дели се у пет група.
- Прва група: средњовековна исељавања и сеобе, попут великих сеоба Срба у Источну и Западну Европу;
- Друга група: Потомци исељеника који су се отиснули у свет пре Другог светског рата;
- Трећа група: Послератна политичка емиграција, тј. Срби и њихови потомци који су били принуђени на одлазак из земље победом комуниста у грађанском рату од 1941. до 1945. године;
- Четврта група: Економска емиграција: радници разних занимања и стручњаци који су отишли у западноевропске и прекоморске земље 1961—1991. у потрази за бољим условима за професионални и материјални успех;
- Пета група: Избеглице од рата и последица Рата у бившој Југославији од 1991. наовамо.[4]

## Прва група
Народ чије се име први пут у сачуваним записима, на тлу данашње Србије помиње 622. године а у Грчкој још 610. године доселио се у већем броју на Балкан са старим Словенима. Поражени у седмом веку Срби су остали да живе у околини Солуна. Како је забележио цар Константин Порфирогенит по једном народу, вероватно највећем и најјачем, из тог словенског братства, Србима, област око Солуна је и добила име Сервија.
Био је то први велики талас исељавања Срба са севера Европе на Балкан. Владарски син који је довео Србе на простор између Дунава и планине Балкан, записано је у историји, умро је пре 680. године. Том роду припадали су се први српски кнезови Вишеслав, Радослав, Просигој и Властимир, који су се покоравали царевима Византијског царства.
Када су Срби у деветом веку у већински примили хришћанство и када је кнез Властимир поразио бугарског кана Пресијана I, огласио је уједињење српских племена, стварање прве српске војске и државе на територији Рашке. И данас у Јудејској пустињи постоји манастир светог Саве Освећеног Јерусалимског, који је 130 година био под српском управом, захваљујући Светом Сави српском.
Продор Турака на Балкан и порази Срба у биткама са њима пред крај XIV века, покренули су други велики талас исељавања српског народа на север, у Срем и Арад. У историји је, међутим, остала највише упамћена сеоба 60.000 Срба у Угарску, коју је водио Патријарх Арсеније III Црнојевић у лето 1690. године. Сеоба је трајала четрдесетак дана, а Срби су населили Будим и Сентандреју.

## Друга група
На простору од Угарске до Грчке, српски народ, приморан да трага за голом егзистенцијом, крајем XIX и почетком XX века је опет кренуо у велику сеобу. Поред европских земаља трећи талас сеоба захватио је и Северну и Јужну Америку. Тада су се у САД преко Калифорније, на пример, усељавали понајвише Срби из западних крајева, пре свега, Боке, Херцеговине, Лике, Кордуна, Далмације, Босне и Војводине. Према неким проценама, пре балканских ратова само у САД је живело око 20.000 Срба Црногораца. Ова миграција Срба трајала је најдуже, чак до почетка Другог светског рата.

## Трећа група
За време Другог светског рата са српских територија протерано је 260.000 лица, а после рата по Европи је расуто 390.000 људи. Многи су се вратили кућама, док су многи одлучили да остану у иностранству. Већина ових других имала је статус политичких изгнаника. Био је то четврти талас исељавања Срба и Југословена. Њихова главна одредишта за емиграцију тада су биле прекоокеанске земље Аргентина, Аустралија, САД, Канада и Уједињено Краљевство. Овог пута Срби су у Америку улазили преко источне капије у Њујорку.

## Четврта група
Средином шездесетих одласком српских радника на привремени рад у европске метрополе започиње пети талас и најмасовнија сеоба Срба. За само десетак година број српских гастарбајтера у западној Европи попео се на скоро пола милиона. Тако су Срби нашли своја нова уточишта у Немачкој, Француској, Италији, Шведској, Аустрији, Швајцарској.
Осамдесете године су подстакле високе стручњаке, њих десетак хиљада, пословне људе, уметнике, врхунске спортисте и младе таленте да у већем броју напуштају отаџбину у намери да своје способности или усаврше или боље наплате на свим континентима света. Такви Срби, учесници шестог таласа сеоба, нашли су своје нове домовине у САД, Канади, Јужној Африци, Шпанији, Француској, Немачкој, Аустралији, Грчкој, Кипру, па и Совјетском Савезу.

## Пета група
Почетком деведесетих, почео је нови рат на Балкану, изазван распадом друге Југославије у којој је живело 9,5 милиона Срба и Црногораца. Криза је изазвала и масовни егзодус југословенских и српског народа. Седми талас исељавања захватио је 4,1 милиона Југословена и тиме и Србе из свих република некадашње СФРЈ, који да би избегли страдања у Словенији, Хрватској, Босни и Херцеговини одлазе у два правца - ка отаџбини и ка туђини.
Поред Србије, Црне Горе тј. треће Југославије и Републике Српске исељени Срби налазе своје уточиште у Аустралији, Новом Зеланду, САД, Канади, Јужној Африци, Немачкој, Аустрији, Мађарској, Норвешкој, Шведској, Данској, Италији. Санкције и економска криза потакли су тада и миграцију незапослених и младих људи који су своју бољу будућност тражили, такође, на Западу планете.

## Економски утицај дијаспоре на Србију
Према подацима Народне банке Србије 2009. дијаспора је у Србију слала добре 3,3 милијарде евра, шта је упркос глобалној рецесији 27% више него у 2008. Према подацима Светске банке 2009. српска дијаспора слала је у Србију 5,5 милијарде долара, 10% више од године 2008.

## Срби у свету

### Аутохтоне земље
| Држава                        | Званични подаци или процена          | Чланак                               |
| ----------------------------- | ------------------------------------ | ------------------------------------ |
| Србија                        | 5,360,239 (2022), КиМ 146,128 (2013) | 5,360,239 (2022), КиМ 146,128 (2013) |
| Босна и Херцеговина           | 1,086,733 (2013)                     | Срби у Босни и Херцеговини           |
| Црна Гора                     | 205,370 (2023)                       | Срби у Црној Гори                    |
| са статусом националне мањине |                                      |                                      |
| Албанија                      | 30,000 - 100,000                     | Срби у Албанији                      |
| Мађарска                      | 10,000                               | Срби у Мађарској                     |
| Румунија                      | 23,000                               | Срби у Румунији                      |
| Северна Македонија            | 35,939 (2002)                        | Срби у Северној Македонији           |
| Хрватска                      | 123,892 (2021)                       | Срби у Хрватској                     |
| без статуса националне мањине |                                      |                                      |
| Бугарска                      | 20,000                               | Срби у Бугарској                     |
| Словенија                     | 38,964 (2002)                        | Срби у Словенији                     |

### Исељеништво
Информације о српској дијаспори широм света.
| Држава                    | Званични подаци или процена | Чланак                               |
| ------------------------- | --------------------------- | ------------------------------------ |
| Европа                    |                             |                                      |
| Азербејџан                | 6 (1991)                    | Срби у Азербејџану                   |
| Аустрија                  | 350,000                     | Срби у Аустрији                      |
| Белорусија                | 1,000                       | Срби у Белорусији                    |
| Бенелукс                  | 50,000                      | Срби у земљама Бенелукса             |
| Грузија                   | 46 (1991)                   | Срби у Грузији                       |
| Грчка                     | 15,000                      | Срби у Грчкој                        |
| Данска                    | 10,000                      | Срби у Скандинавији                  |
| Естонија                  | 70 (2021)                   | Срби у Естонији                      |
| Ирска                     | 2,000                       | Срби у Ирској                        |
| Исланд                    | 1,000                       | Срби у Скандинавији                  |
| Италија                   | 70,000 - 100,000            | Срби у Италији                       |
| Јерменија                 | 8 (1991)                    | Срби у Јерменији                     |
| Кипар                     | 5,000                       | Срби на Кипру                        |
| Летонија                  | 18 (1991)                   | Срби у Летонији                      |
| Литванија                 | 19 (2021)                   | Срби у Литванији                     |
| Лихтенштајн               | 267 држављана Србије (2014) | Срби у Лихтенштајну                  |
| Малта                     | 10,000                      | Срби на Малти                        |
| Молдавија                 | 50 (1991)                   | Срби у Молдавији                     |
| Немачка                   | 700,000                     | Срби у Немачкој                      |
| Норвешка                  | 5,000 - 15,000              | Срби у Скандинавији                  |
| Пољска                    | 2,000                       | Срби у Пољској                       |
| Португалија               | 1,000                       | Срби у Португалији                   |
| Русија                    | 60,000                      | Срби у Русији                        |
| Словачка                  | 5,000                       | Срби у Словачкој                     |
| Турска                    | 15,000 - преко 1,000,000    | Срби у Турској                       |
| Уједињено Краљевство      | 80,000                      | Срби у Уједињеном Краљевству         |
| Украјина                  | 1,000                       | Срби у Украјини                      |
| Финска                    | 1,000 - 4,000               | Срби у Скандинавији                  |
| Француска                 | 120,000                     | Срби у Француској                    |
| Чешка                     | 7,000                       | Срби у Чешкој                        |
| Швајцарска                | 200,000                     | Срби у Швајцарској                   |
| Шведска                   | 120,000                     | Срби у Шведској                      |
| Шпанија                   | 7,000                       | Срби у Шпанији                       |
| Азија                     |                             |                                      |
| Израел                    | 1,500                       | Срби у Израелу                       |
| Катар                     |                             | Срби у Катару                        |
| Казахстан                 | 183 (1991)                  | Срби у Казахстану                    |
| Кина                      | 3,000                       | Срби у Кини                          |
| Киргистан                 | 10 (1991)                   | Срби у Киргистану                    |
| Таџикистан                | 4 (1991)                    | Срби у Таџикистану                   |
| Туркменистан              | 8 (1991)                    | Срби у Туркменистану                 |
| Узбекистан                | 26 (1991)                   | Срби у Узбекистану                   |
| Уједињени Арапски Емирати | 6,000 - 15,000              | Срби у Уједињеним Арапским Емиратима |
| Све остале земље:         | 2,000                       |                                      |
| Америка                   |                             |                                      |
| Аргентина                 | 50,000                      | Срби у Аргентини                     |
| Боливија                  | 1,000                       | Срби у Латинској Америци             |
| Бразил                    | 6,000 - 8,000               | Срби у Латинској Америци             |
| Венецуела                 | 1,000                       | Срби у Венецуели                     |
| Еквадор                   |                             | Срби у Латинској Америци             |
| Доминиканска Република    |                             | Срби у Латинској Америци             |
| Канада                    | 250,000                     | Срби у Канади                        |
| Колумбија                 |                             | Срби у Латинској Америци             |
| Мексико                   | 1,000                       | Срби у Латинској Америци             |
| Парагвај                  |                             | Срби у Латинској Америци             |
| Перу                      |                             | Срби у Латинској Америци             |
| Сједињене Америчке Државе | 1,000,000                   | Срби у Сједињеним Америчким Државама |
| Уругвај                   |                             | Срби у Латинској Америци             |
| Чиле                      | 2,500                       | Срби у Латинској Америци             |
| Африка                    |                             |                                      |
| Боцвана                   | 350                         | Срби у Боцвани                       |
| Замбија                   | 200                         | Срби у Африци                        |
| Зимбабве                  | 200                         | Срби у Африци                        |
| Либија                    | 2,000                       | Срби у Африци                        |
| Јужноафричка Република    | 25,000                      | Срби у Јужној Африци                 |
| Намибија                  | 200                         | Срби у Африци                        |
| Океанија                  |                             |                                      |
| Аустралија                | 94,997 (2021)               | Срби у Аустралији                    |
| Нови Зеланд               | 7,000                       | Срби на Новом Зеланду                |